# Hartwig Klatt
Hartwig Klatt (* 14. April 1952) ist ein ehemaliger deutscher Fußballspieler. In den 1970er und 1980er Jahren war im Zweitligabereich des DDR-Fußballs aktiv.

## Sportliche Laufbahn
Nachdem Hartwig Klatt bis 1975 in Bützow mit der Betriebssportgemeinschaft (BSG) Lokomotive in der drittklassigen Bezirksliga Schwerin gespielt hatte, wechselte er im Alter von 23 Jahren zur Saison 1975/76 zur BSG Einheit Güstrow, dem Aufsteiger in die zweitklassige DDR-Liga. Dort gehörte er als Mittelstürmer sofort zur Stammelf, bestritt 21 der 22 Ligaspiele und wurde mit zehn Treffern Torschützenkönig der Güstrower.
Da die BSG Einheit nach einem Jahr wieder aus der DDR-Liga absteigen musste, schloss sich Klatt im Sommer 1976 dem DDR-Ligisten Dynamo Schwerin an. Dort bestritt er bis 1984 acht Spielzeiten, von denen aber nur eine wirklich erfolgreich war. In seiner Debütsaison 1976/77 experimentierte Trainer Löhle mit Klatt zunächst auf unterschiedlichen Angriffspositionen, bis er ihn schließlich kontinuierlich als Mittelstürmer einsetzte. Obwohl Klatt nur ein Ligaspiel versäumte, kam er nur auf zwei Tore. Seine erfolgreichste Saison bestritt er 1977/78, in der er 19 der 22 Ligaspiele absolvierte und mit sechs Treffern zweitbester Torschütze der Schweriner wurde. Danach wurde er zum taktischen Spielball des Trainers, der ihn in den meisten Spielen aus- oder einwechselte, ihn mitunter auch in der Abwehr spielen ließ. Seine letzte DDR-Liga-Saison bestritt Klatt 1983/84. Der 31-Jährige bestritt nur noch neun Ligaspiele, in denen er nur fünfmal in der Startelf stand und noch zweimal zum Torerfolg kam. Damit war er es für Dynamo Schwerin auf 126 Einsätze in der DDR-Liga gebracht und hatte dabei 27 Tore erzielt.
Als Freizeitfußballer spielte Klatt von 1984 bis 1989 mit der BSG Chemie Schwerin in der fünftklassigen Kreisklasse. Bis 2019 war er noch bei der Ü-31-Mannschaft des Sportvereins in Sukow aktiv.